# 检察日报
《检察日报》是中华人民共和国最高人民检察院的机关报。

## 历史
1991年1月11日，中国共产党最高人民检察院党组决定成立“创建《中国检察报》筹备小组”。1991年2月2日，中华人民共和国新闻出版署批复，同意《中国检察报》创办，由最高人民检察院主管并主办。1991年4月12日，最高人民检察院举办“《中国检察报》筹备工作电话会议”，确定办报方针为“立足检察、面向社会”。1991年4月，邓小平题写了《中国检察报》报名。1991年5月25日，《中国检察报》试刊号出版；同年7月4日正式创刊。
1992年1月1日，《中国检察报》从周一刊改为周二刊，在每周的周一、周五出版；同月，《中国检察报》被中华全国法制新闻协会吸收成团体会员。1994年1月1日，《中国检察报》从周二刊改为周四刊，在每周的周二、周四、周六、周日出版。1996年1月1日，《中国检察报》从周四刊改为日报，并更名为《检察日报》。
2018年，报纸入选2017年全国百强报纸推荐名单。

## 下属传媒
检察日报社的下属期刊有：
- 《人民检察》
- 《方圆》
- 《法治新闻传播》

检察日报社拥有中华人民共和国第一家由国务院新闻办公室直接管理的法治类网络媒体《正义网》。1999年1月《检察日报》电子版问世，2000年更名为《正义网》。2006年，检察日报社开始承办最高人民检察院网站。检察日报社还负责管理最高人民检察院影视中心以及电视法治栏目《法治中国》。